# Varga Katalin (író)

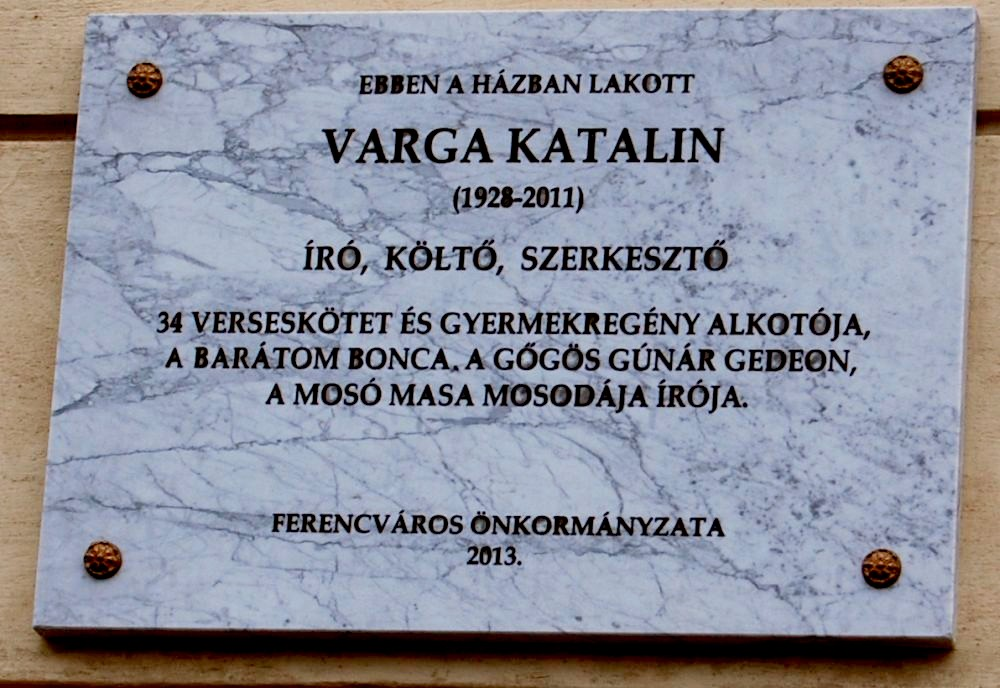
Emléktáblája Ferencvárosban

Varga Katalin (Budapest, 1928. március 26. – 2011. augusztus 4.) József Attila-díjas (1976) magyar költő, író.

## Élete
1946-1948 között a József Nádor Műszaki és Gazdaságtudományi Egyetem közgazdaság szakán tanult. 1948-1949 között a Szakszervezeti Ifjúsági Tanács kulturális osztályának munkatársaként, 1949-ben a Diákszövetség kulturális osztályvezetőjeként dolgozott. 1950-1953 között a Népművelési Minisztérium Kiadói Főigazgatóságának előadója, valamint könyvterjesztői összekötője volt. A Szépirodalmi Könyvkiadónál 1953-1955 között referens, 1955-től szerkesztő, 1975-től 1988-as nyugdíjazásáig főszerkesztő volt. Közben 1957-ben végzett az ELTE magyar szakán. 1984-ig a határainkon túl élő magyar nemzetiségiekkel közös kiadású könyveket gondozott. Az Olcsó Könyvtár és a Kentaur könyvek szerkesztője volt.
Élete zárkózottan telt, ennek oka, hogy sok időt töltött súlyos beteg férje ápolásával, aki majdnem egy évtizedig béna volt. Nagyobbik fia diszlexiás volt, s neki állította össze kezdetben nagyrészt azokat az olvasási anyagokat, amelyekből a ma is töretlen népszerűségnek örvendő Gőgös Gúnár Gedeon született.

## Művei
- A megszökött gyerekkor (vers, 1960)
- Gőgös Gúnár Gedeon (mesekönyv, 1962)
- Mágnespatkó (mesék, 1963)
- A második ég (vers, 1963)
- Az égő csipkefa (vers, 1966)
- Cérna Peti (mesék, 1966)
- Vadállatok (verses képeskönyv, 1966)
- Segítek anyunak (verses képeskönyv, 1966)
- Madzag és cimborái (mesék, 1966)
- Mosó Masa mosodája (mesék, 1968)
- Kisbence (gyermekregény, 1969)
- A szavak száműzetése (vers, 1969)
- Kislányom, édesem (ifjúsági regény, 1971)
- Én, te, ő. Kalandok a szófajok birodalmában (mesekönyv, 1973)
- Árpa és gödölye (regény, 1974)
- Barátom, Bonca (gyermekregény, 1974)
- Micsoda esztendő! (ifjúsági regény, 1975)
- Utazz velünk (verses képeskönyv, 1975)
- Hányan vagytok? (riportok, 1975)
- Piskóta (gyermekregény, 1976)
- A zöld torony (ifjúsági regény, 1978)
- Szerelem ötödiziglen (regény, 1978)
- Özvegy a keresztelőn (regény, 1981)
- Legyél te is Bonca! (ifjúsági regény, 1983)
- Gyász és gyönyör (vers, 1983)
- Karácsony hava (mesekönyv, 1988)
- Három évszak (válogatott életmű, 1988)
- Az égig érő karácsonyfa (mesekönyv, 1990)
- Madzag és a világ (mesekönyv, 1991)
- Tündérek éjszakája (ifjúsági regény, 1991)
- A rossz-csont felhő és a nap (leporelló, 1996)
- Bonca (ifjúsági regény, 1997)
- Tündérforgó (ifjúsági regény, 1999)
- Kiugrott a gombóc...; Móra, Bp., 2008
- Én, te, ő. Kalandok a szófajok birodalmában; 6. átdolg. kiad.; Móra, Bp., 2013

## Filmjei

### Forgatókönyvíróként
- Barátom, Bonca (1976)
- Legyél te is Bonca! (1984)
- A zöld torony (1986)

## Díjai
- A Müncheni TV-fesztivál Díja (1976)
- A Munka Érdemrend arany fokozata (1981)
- Állami Ifjúsági Díj (1983)
- Év Gyermekkönyve életműdíj (2008)